# Gōzō Yoshimasu
Gōzō Yoshimasu (吉増 剛造?, Yoshimasu Gōzō; Tokyo, 22 febbraio 1939) è un poeta, fotografo e artista giapponese.
Ha ricevuto il Premio Mainichi Arte per la sua poesia nel 2009, il premio Rekitei, il Purple Ribbon Medal nel 2003 (attribuito dal governo giapponese) e l'Ordine del Sole nascente nel 2013.
Tra le sue maggiori influenze vanno citati Shinobu Orikuchi, Paul Klee, Vincent van Gogh, Paul Cézanne, William Blake, John Cage, Patrick Chamoiseau. Molte delle sue poesie sono plurilingui, mescolano elementi di francese, inglese, cinese, coreano, gaelico e altre lingue, e presentano giochi di parole interlinguistici e tipografici. Le sue performance spesso includono film, oggetti apotropaici, canti, rituali, e collaborazioni con musicisti e altri artisti.

## Pubblicazioni

### Antologie poetiche
- Departure (出発, Shingeijutsusha, 1964)
- Anthology of Golden Age Poetry (黄金詩篇, Shichosha, 1970)
- Tower of the Mind (頭脳の塔, Aochisha, 1971)
- "Yoshimasu Gōzō Anthology"『吉増剛造詩集』(Shichosha・Gendaishibunko,  S.46/1971)(ISBN 4783707405)
- Kingdom (王國, Kawade Shobo Shinsha, 1973)
- Exorcising Our Demons (わが悪魔祓い, Seidosha, 1974)
- I Am a Flaming Mirage (わたしは燃えたつ蜃気楼, Ozawashoten, 1976)
- 『草書で書かれた、川』(Shichosha, 1977)
- "Yoshimasu Gōzō Anthology 1-5"『吉増剛造詩集 1-5』(Kawade Shobo Shinsha, S.52-53/1977-78)
- Blue Sky『青空』(Kawade Shobo Shinsha, 1979)
- Hot Wind a thousand steps『熱風 a thousand steps』(ChuōKōronsha, 1979)
- 『大病院脇に聳えたつ一本の巨樹への手紙』(ChuōKōronsha, 1983)
- Osiris, God of Stone『オシリス、石ノ神』(Shichosha, 1984)
- 『螺旋歌』(Kawade Shobo Shinsha, 1990)
- 『八月の夕暮、一角獣よ』(Chūsekisha, 1992)
- 『続・吉増剛造詩集』(Shichosha・Gendaishibunko, H.6/1994) (ISBN 4783708827)
- 『続続・吉増剛造詩集』(Shichosha・Gendaishibunko, H.6/1994) (ISBN 4783708835)
- At the Entrance to the House of Fireworks『花火の家の入口で』(Seidosha, 1995)
- “The Island of Snow,” or “The Ghost of Emily”『「雪の島」あるいは「エミリーの幽霊」』(Shūeisha, 1998)
- 『吉増剛造詩集』(KadokawaShunju Jimusho, H.11/1999) (ISBN 4894565706)
- The Other Voice (Shichosha, 2002)
- Extended Poem: Goro-Goro『長篇詩 ごろごろ』(Mainichi shimbunsha, 2004)
- 『天上ノ蛇、紫のハナ』(Shūeisha, 2005)
- 『何処にもない木』(Shūeisha, 2006)
- 『表紙 omote‐gami』(Shichosha, 2008)
- Naked Memo『裸のメモ』(Shoshi Yamada, 2011)

### Altri testi
- Morning Letters『朝の手紙』(Ozawa Shoten, S.48/1973)
- River of the Sun『太陽の川』(Ozawa Shoten, S.53/1978)
- 『螺旋形を想像せよ』(Ozawa Shoten, S.56/1981)
- A Quiet Place『静かな場所』(Ozawa Shoten, S.56/1981)
- The Penis-Train that Flew to the Sky『そらをとんだちんちんでんしゃ』. Photography by Horiguchi Akira (Shōgakukan, 1982)
- 『打ち震えていく時間』(Shichosha, S.62/1987)
- 『透谷ノート』(Ozawa Shoten, S.62/1987)
- Scotland Diaries『スコットランド紀行』(Shoshi Yamada, H.1/1989)
- The Homelands of Words『ことばのふるさと』(Yatate Shuppan, H.4/1992)
- Death's Ship『死の舟』(Shoshi Yamada, H.11/1999)
- 『生涯は夢の中径 - 折口信夫と歩行』(Shichosha, 1999)
- 『ことばの古里、ふるさと福生』(矢立出版、H.12/2000)
- 『燃えあがる映画小屋』(青土社、H.13/2001)
- 『剥きだしの野の花 - 詩から世界へ』(Iwanami Shoten, H.13/2001)
- Brazil Diaries『ブラジル日記』(Shoshi Yamada, H.14/2002)
- In Poetry's Pocket: Journey to My Beloved Poets『詩をポケットに - 愛する詩人たちへの旅』(NHK Publishing, H.15/2003)
- In Between 11: Yoshimasu Gōzō's Ireland『In between 11 吉増剛造 アイルランド』(EU・JapanFest, Japan Committee, H.17/2005)
- Kiseki-gozoCine『キセキ-gozoCine』ISBN 4990123964 (Osiris, H21/2009)
- 『盲いた黄金の庭』(Iwanami shoten, H22/2010) (Photography collection.)
- 『木浦通信』(Yatate Shuppan, H22/2010)

### Testi a più mani
- Bones of the Tree with Kido Shuri'『木の骨』 (Yatate Shuppan, 1993)
- 『はるみずのうみ - たんぽぽとたんぷぷ』ISBN 4946350527 (Yatate ShuppanH.11/1999)
- Dolce/Sweetly: A New Encounter with Image and Word『ドルチェ-優しく―映像と言語、新たな出会い』with Aleksandr Nikolayevich Sokurov, Shimao Miho. ISBN 4000241192 (Iwanami Shoten, H.13/2001)
- 『機―ともに震える言葉』関口涼子 ISBN 4879956805 (Shoshi Yamada, H.18/2006)

### Interviste
- 『盤上の海、詩の宇宙』ISBN 4309263194 (Kawade Shobo Shinsha, 1997) Conversations with Yoshiharu Habu
- At the Edge of this Era『この時代の縁で』ISBN 4582829236 (Heibonsha, 1998) 市村弘正との対談
- On the Shores of "Asia"『「アジア」の渚で』ISBN 4894344521(Fujiwara Shoten, 2005) Dialogue with / co-authored by Korean poet Ko Un
- To the World as Archipelago『アーキペラゴ―群島としての世界へ』ISBN 4000220314 (Iwanami Shoten, 2006) Dialogue / epistolary exchange with Ryuta Imafuku, Professor of Anthropology and Communication at Tokyo University of Foreign Studies

## Traduzioni in francese
- "Osiris: Dieu de pierre". Tr. Claude Mouchard and Makiko Ueda. Circé, 1989.
- Ex-Voto, a thousand steps and more, translated by Ryoko Sekiguchi, Éditions Les petits matins October 2009.
- The Other Voice, translated by Ryoko Sekiguchi, preface by Michel Deguy Éditions Caedere 2004.
- Antique observatoire, translated by Claude Mouchard and Masatsugu Ono, illustrations by Daniel Pommereulle, Collection R / Avant post, 2001.

## Traduzioni in inglese
- Devil's Wind: A Thousand Steps or More. Ed./trans. Brenda Barrows, Marilyn Chin, Thomas Fitzsimmons. Oakland University Press, 1980.
- "Osiris: The God of Stone". Tr. Hiroaki Sato. St. Andrew's Press, 1989.
- ed. Forrest Gander. Alice, Iris, Red Horse: Selected Poems of Gozo Yoshimasu: a Book in and on Translation. Translated by Hiroaki Satō, Jeffrey Angles, Sawako Nakayasu, Jordan A. Yamaji Smith, Richard Arno, Auston Stewart, Eric Selland, Sayuri Okamoto & Derek Gromadzki. Forthcoming.